# Mark Ottenhain
Mark Ottenhain ist ein Ortsteil der Stadt Geithain im Landkreis Leipzig (Freistaat Sachsen). Er hat eine gemeinsame Geschichte mit dem benachbarten Ortsteil Ottenhain der Stadt Frohburg.

## Geographie

### Geographische Lage
Mark Ottenhain liegt nordöstlich von Geithain am Kalkbach, einem Zufluss der Eula. Nordwestlich von Mark Ottenhain liegen die Frohburger Ortsteile (Neu-)Ottenhain und Alt-Ottenhain.

### Nachbarorte
| (Neu) Ottenhain | Alt-Ottenhain                               |       |
|                 | Kompassrose, die auf Nachbargemeinden zeigt |       |
| Geithain        |                                             | Haide |

## Geschichte
Mark Ottenhain galt um 1389 als Dorf. 1551 ist es als Wüstung belegt, die zum Rittergut Gnandstein gehörte. Die Flur der wüsten Mark Ottenhain gehörte um 1791 anteilig zur Stadt Geithain im kursächsischen Amt Rochlitz und zu Tautenhain im kursächsischen Amt Colditz.
Im 18./19. Jahrhundert wurde die wüste Mark Ottenhain wiederbesiedelt. Es entstanden im Westen das Gut bzw. Dorf (Neu-)Ottenhain (anteilig zum Amt Rochlitz und Amt Colditz) und im Osten das Forsthaus Altottenhain (zum Amt Borna). Die sich südlich dieser Orte gebildete Siedlung Mark Ottenhain galt als Vorstadt von Geithain (im Amt Rochlitz), in die sie 1875 eingemeindet wurde. Ottenhain und Altottenhain wurden hingegen 1934 nach Tautenhain eingemeindet, mit dem sie 1994 zur Gemeinde Eulatal und 2009 zur Stadt Frohburg kamen.
Mark Ottenhain gehörte ab 1856 zum Gerichtsamt Geithain und ab 1875 zur Amtshauptmannschaft Borna. Durch die zweite Kreisreform in der DDR im Jahr 1952 wurde Mark Ottenhain als Ortsteil der Stadt Geithain dem Kreis Geithain im Bezirk Leipzig angegliedert. Dieser wurde ab 1990 als sächsischer Landkreis Geithain fortgeführt, der 1994 im neu gebildeten Landkreis Leipziger Land und 2008 im Landkreis Leipzig aufging.